# اسپارگوس
اسپارگوس (به لاتین: Espargos) یک شهر در دماغه سبز است که در Sal واقع شده‌است.